# Sophie Angus
Sophie Angus (Norwalk, Estados Unidos, 12 de marzo de 1999) es una deportista canadiense que compite en natación.
Ganó dos medallas de bronce en el Campeonato Mundial de Natación, en los años 2023 y 2024, y una medalla de plata en los Juegos Panamericanos de 2023.
Es hija de madre estadounidense y padre canadiense, por lo que tiene doble nacionalidad. Estudió Neurociencia y el máster de Ciencia de Datos en la Universidad del Noroeste.

## Palmarés internacional
| Campeonato Mundial   | Campeonato Mundial | Campeonato Mundial | Campeonato Mundial |
| Año                  | Lugar              | Medalla            | Prueba             |
| -------------------- | ------------------ | ------------------ | ------------------ |
| 2023                 | Fukuoka (Japón)    | Medalla de bronce  | 4 × 100 m estilos  |
| 2024                 | Doha (Catar)       | Medalla de bronce  | 4 × 100 m estilos  |
| Juegos Panamericanos |                    |                    |                    |
| Año                  | Lugar              | Medalla            | Prueba             |
| 2023                 | Santiago (Chile)   | Medalla de plata   | 100 m braza        |